# Kasteel Oud-Wassenaar

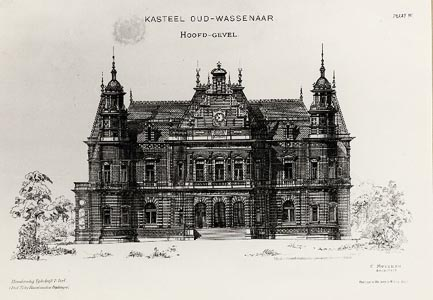
Litho, 1881

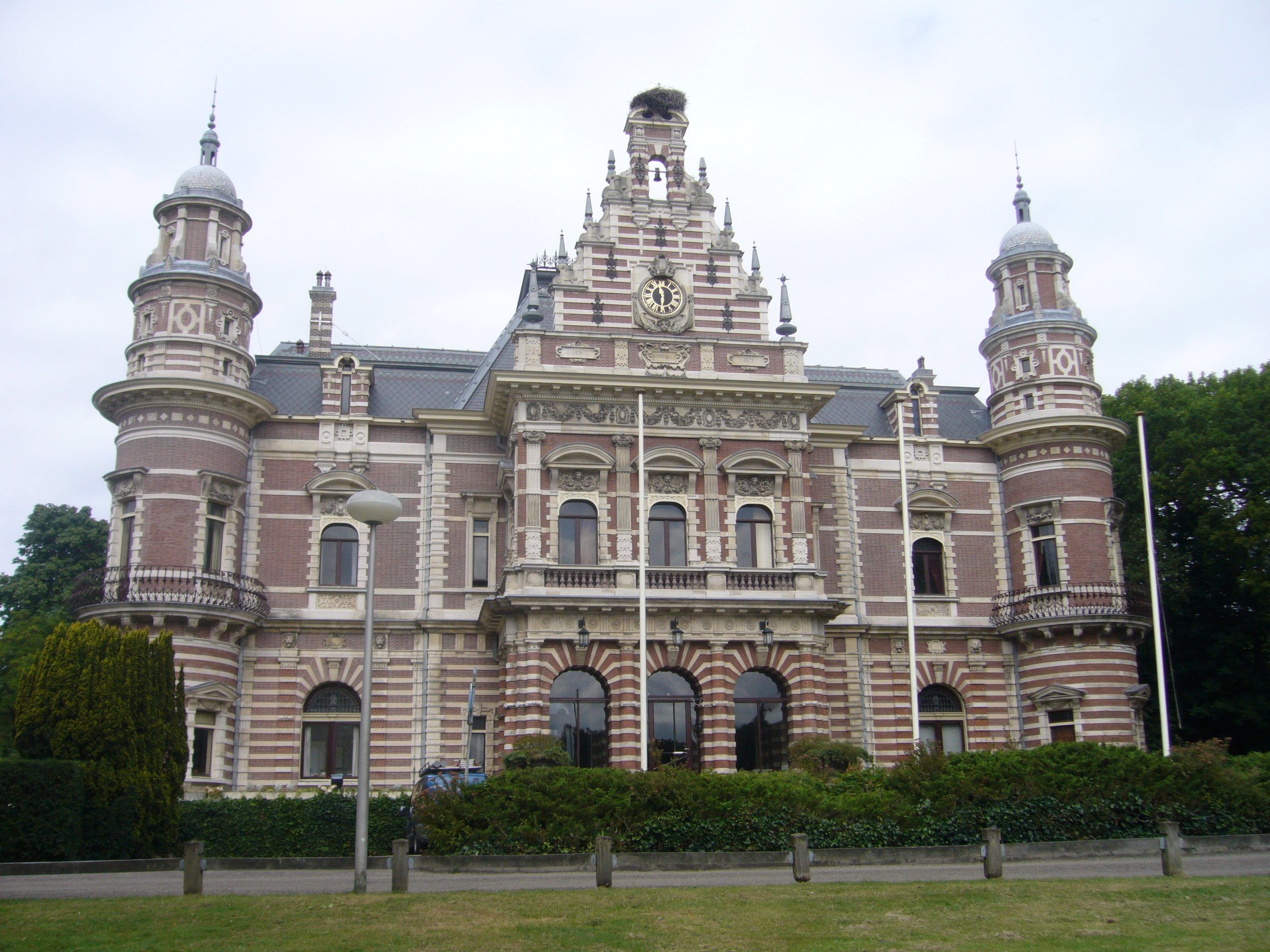
Het kasteel met een ooievaarsnest op de topgevel

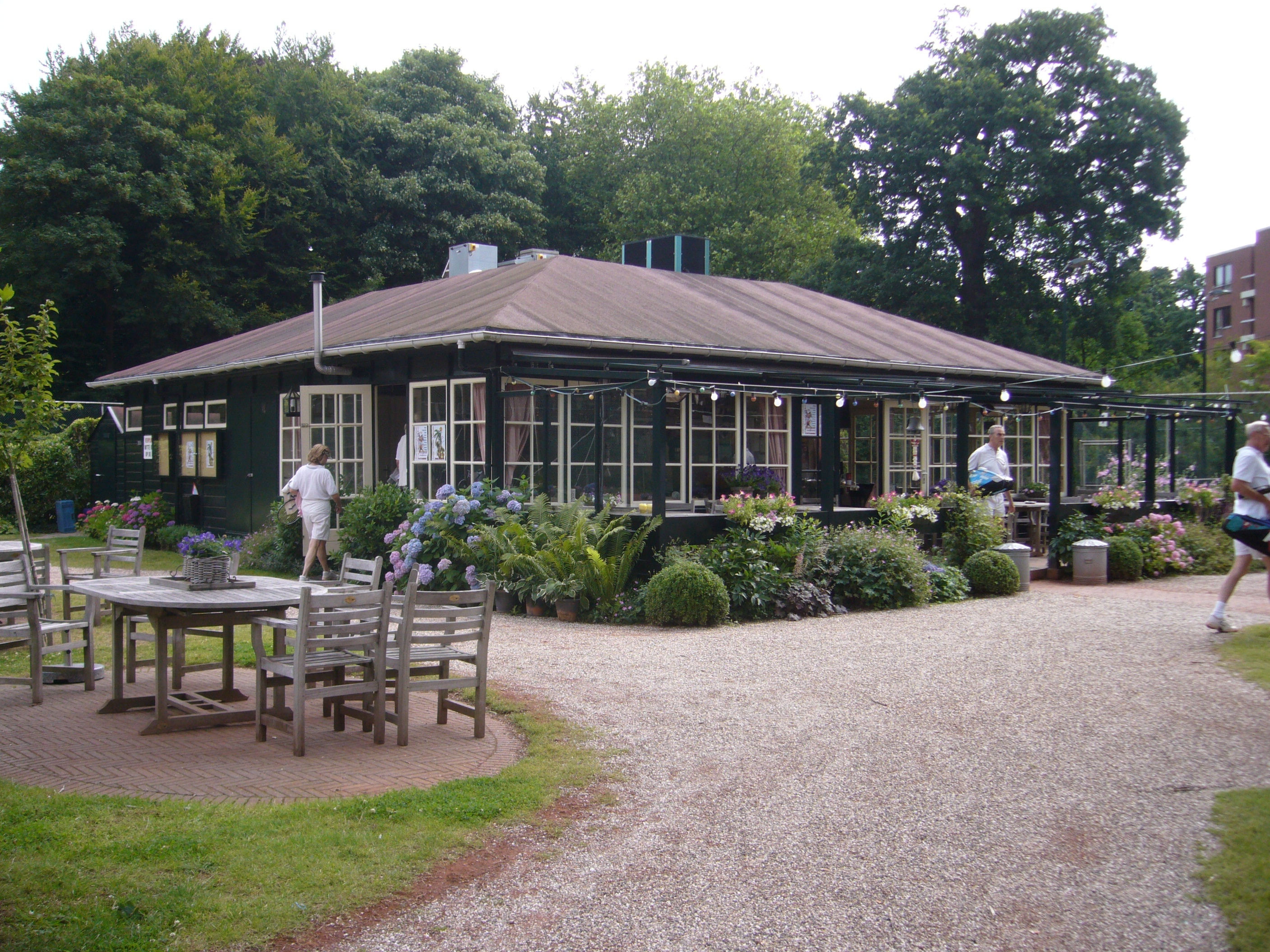
Clubhuis

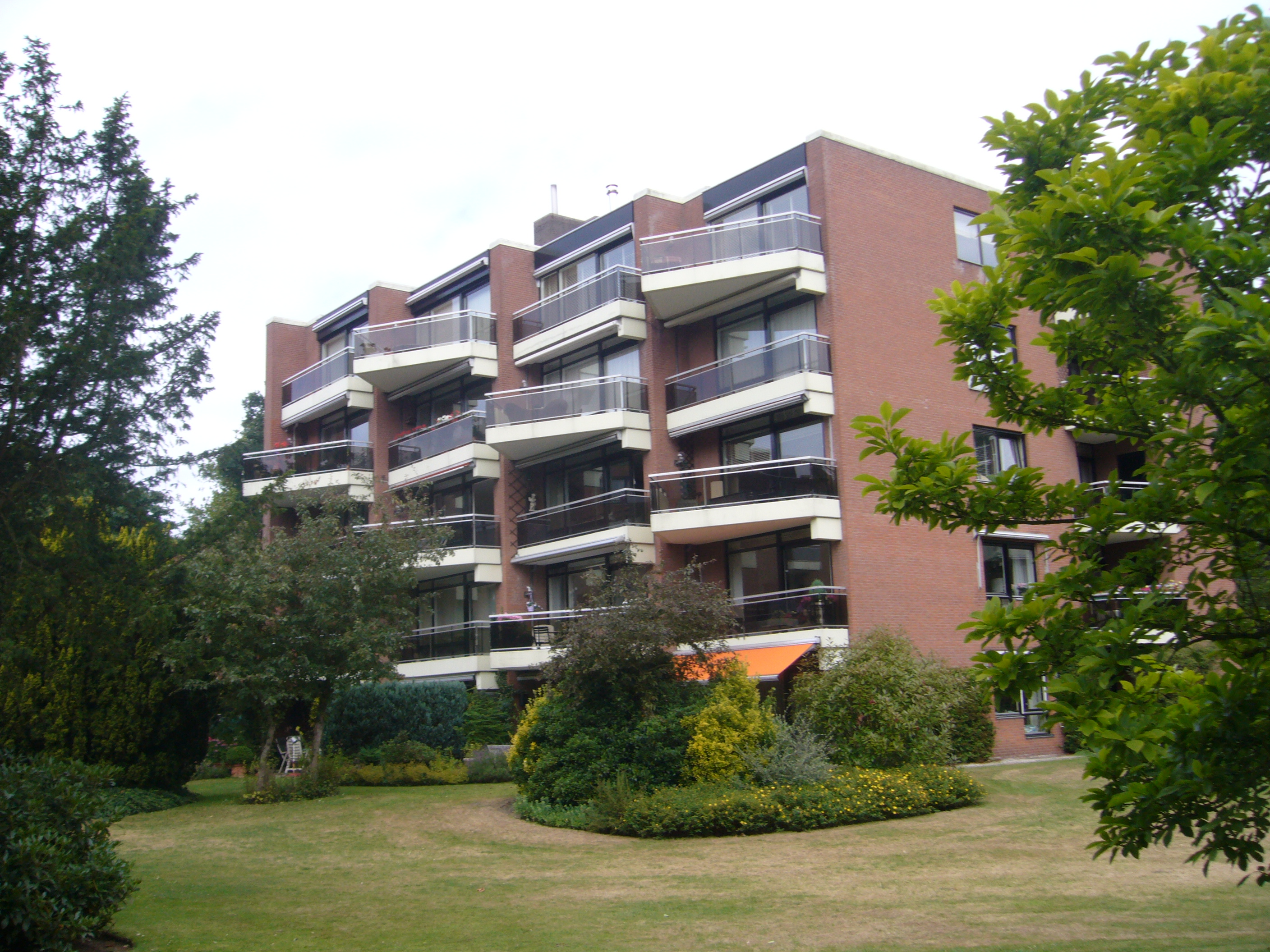
De appartementen

Kasteel Oud-Wassenaar is een negentiende-eeuwse villa, een groot buitenverblijf, in Wassenaar in de wijk Oud Wassenaar.

## Kasteel
Het voormalige kasteel Oud-Wassenaar was het zomerverblijf van Betsy van der Hoop en haar echtgenoot Guillaume Groen van Prinsterer.
In 1871 kocht C.J. van der Oudermeulen, stalmeester in buitengewone dienst van Koning Willem III en onder meer hoogheemraad van Rijnland, de buitenplaats Oud Wassenaar. Blijkens de kadastrale kaart uit 1822 was het landhuis toen gesitueerd aan de Schouwweg in een parkaanleg met een deels formele lanenstructuur zoals de Oud Wassenaarseweg, Groen van Prinstererlaan en Lindelaan. Het oude kasteel werd in 1872 afgebroken. Het formele gedeelte van de buitenplaats, langs de rechte lanen, werd in de jaren daarna verkaveld tot villapark en bebouwd.
Op dezelfde plaats werd in de jaren 1876-1879, in opdracht van Van der Oudermeulen, een nieuw groot huis gebouwd met een trapgevel, zijvleugels en torens. Het is ontworpen door de neorenaissance-architect Constantijn Muysken, die in de voorafgaande periode de Italiaanse architectuur bestudeerd had.
De hal meet 182m² en wordt omringd door twaalf zuilen van Schots graniet. Om de hal liggen de 'witte salon', de jachtkamer met aparte bar, de balzaal en de twee Franse salons. De uitbouw aan de achterzijde van het kasteel is ontworpen door Co Brandes. Tussen 2001 en 2005 is de buitenzijde van het gebouw gerestaureerd. De verankering was in slechte staat en dakkapellen gingen door roest kapot. Vrijwel al het lood, zink en leiwerk is vernieuwd. De restauratie van de uitbouw en het interieur is nog altijd niet uitgevoerd door geldgebrek.
Het kasteel is gelegen in een groot park; het park is eigendom van de appartementseigenaren. Rond 1877 is een ontwerp voor/schets van de toenmalige buitenplaats gemaakt door de Duitse tuin- en landschapsarchitect Eduard Petzold. Dit ontwerp is niet uitgevoerd.

#### Het hotel
In 1910 werd het kasteel in gebruik genomen als hotel en restaurant. De exploitatie verliep moeizaam, en het gebouw werd enkele malen verkocht. Tijdens de Tweede Wereldoorlog gebruikten de nazi's het huis om buitenlandse gasten onder te brengen.
Na de oorlog is het kasteel opgeknapt. In het gastenboek komen beroemde namen voor, zoals Winston Churchill, Paul-Henri Spaak, generaal Montgomery en Oe Thant. Er zijn veel grote partijen gegeven, waaronder een huwelijksfeest voor prinses Margriet en Pieter van Vollenhoven in 1967. Er worden op dit moment geen feesten/partijen en evenementen  meer georganiseerd  en het is sinds enkele jaren niet meer in gebruik als gemeentelijke trouwlocaties van Wassenaar.

#### De tennisbanen
Reeds vóór de Eerste Wereldoorlog waren er tennisbanen op het landgoed. Deze betonbanen werden rond 1950 vervangen door gravelbanen, toen de Lawn Tennis Club Oud-Wassenaar wordt opgericht. Het huidige clubhuis dateert nog uit die tijd, maar is wel verbouwd. De club heeft bijna 900 leden en ongeveer 350 jeugdleden; zij beschikt over zeven banen.

#### De appartementen
In het park zijn in 1975 vier appartementengebouwen van verschillende afmetingen gebouwd. Het park, de parkeerplaatsen, de weg, de poorten en de vijver zijn eigendom van de appartementeneigenaren.

## Rijksmonument
Oud Wassenaar is in 2006 ingeschreven in het monumentenregister. In februari 2009 bepaalde de Raad van State dat de historische buitenplaats Oud-Wassenaar een beschermd rijksmonument blijft.